# Гувниште
Гувниште је насеље у општини Лепосавић на Косову и Метохији. Површина катастарске општине Гувниште где је атар насеља износи 2.065 ha. Село се налази на западним обронцима Копаоника, 21 km северно од Лепосавића. По положају спада у планинска насеља, јер је на надморској висини већој од хиљаду метара (1012 м). Простире се између Белог Брда, Црнатова и Горњег Исева.
По просторном положају кућа село је разбијеног типа. Куће су лоциране на пристранцима околних планинских висова и узвишења и груписане у мање групе.
Могуће је да назив села потиче од речи гувниште или гумниште, што значи место на којем се налазе гумна (заравњено, утабано земљиште ), што је у вези са рударским пословима при преради руде.

## Демографија
- попис становништва 1948: 187
- попис становништва 1953: 298
- попис становништва 1961: 325
- попис становништва 1971: 304
- попис становништва 1981: 245
- попис становништва 1991: 159

У селу 2004. године живи 154 становника и броји 45 домаћинстава. Данашње становништво чине родови : Ћосићи, Благојевићи, Пешићи, Јовановићи, Павловићи, Петровићи, Вељковићи, Гушовићи, Вукашиновићи.